# Papa Paulo V
Paulo V (em latim: Paulus V; em italiano: Paolo V), nascido Camillo Borghese; (Roma, 17 de setembro de 1550 - Roma, 28 de janeiro de 1621),  foi o 233º Papa da Igreja Católica e Soberano dos Estados Papais, de 16 de maio de 1605 até a data de sua morte. Em 1611, ele homenageou Galileu Galilei como membro da Accademia dei Lincei e apoiou suas descobertas. Em 1616, o Papa Paulo V instruiu o cardeal Bellarmine a informar Galileu que a teoria copernicana não poderia ser ensinado como fato, mas o certificado de Bellarmine permitiu que Galileu continuasse seus estudos em busca de evidências e usasse o modelo geocêntrico como dispositivo teórico. Naquele mesmo ano, Paulo V garantiu a Galileu que ele estava a salvo de perseguições enquanto ele, o Papa, viver. O certificado de Bellarmine foi usado por Galileu para sua defesa no julgamento de 1633. Demoraria mais 358 anos, até 1963, para que outro Papa eleito adotasse o nome de Paulo.

## Início da vida
Camillo Borghese nasceu em Roma, em 17 de setembro de 1550, na família Borghese de Siena, que havia se estabelecido recentemente em Roma. Ele era o filho mais velho de sete filhos do advogado e patrício sienês Marcantonio Borghese, decano dos advogados consistoriais, e sua esposa Flaminia Astalli, uma nobre romana.
Estudou direito na Universidade de Perúgia e na Universidade de Pádua. Retornou a Roma e tornou-se advogado consistorial, 1569. Referendário do Tribunal da Assinatura Apostólica da Justiça, setembro de 1572; mais tarde, dos Tribunais da Assinatura Apostólica da Graça; após a reforma de ambos os tribunais pelo Papa Sisto V, 1º de junho de 1586. Abbreviatore di parco maggiore , 1573. Vigário da basílica patriarcal da Libéria, março de 1576. Membro da Penitenciária Apostólica, 3 de setembro de 1581. Vice-legado em Bolonha, 20 de setembro de 1588 até 1591. Auditor da Câmara Apostólica, 1590. Legado extraordinário perante o Rei Filipe II da Espanha, 1595.

### Cardeal
No consistório de 5 de junho de 1596, Camillo foi nomeado Cardeal pelo Papa Clemente VIII, recebendo o chapéu vermelho em 8 de junho de 1596 e o título de Santo Eusébio em 21 de junho de 1596.
Após nomeá-lo bispo de Iesi, Clemente VIII concedeu a Borghese a consagração episcopal em em 27 de maio de 1597, na Capela Sistina; os co-consagradores foram o cardeal Silvio Savelli (ex-patriarca latino de Constantinopla) e o cardeal Francesco Cornaro (ex-bispo de Treviso).
Optou pelo título de São João e São Paulo, 10 de março de 1599. Renunciou ao governo da diocese de Jesi antes de 2 de agosto de 1599. Optou pelo título de São Crisógono, 22 de abril de 1602. Secretário da Suprema Sagrada Congregação da Inquisição Romana e Universal, 1602-1605. Vigário geral de Roma e chefe da Inquisição Romana, de junho de 1603 até 1605. Participou do primeiro conclave de 1605, que elegeu o Papa Leão XI, e do segundo conclave de 1605, onde foi eleito papa.

## Papado

### Eleição
Quando o Papa Leão XI morreu, em 1605, o cardeal Borghese se tornou um dos vários candidatos, incluindo César Barônio e Roberto Belarmino; sua neutralidade nos tempos das facções fez dele um candidato ideal ao compromisso. No caráter, ele era muito severo e inflexível, um advogado, e não um diplomata, que defendia os privilégios da Igreja ao máximo. Seu primeiro ato foi para mandar para casa a seu vê os bispos que foram peregrinar em Roma, pis o Concílio de Trento tinha insistido que cada bispo residisse na sua diocese. Logo após sua ascensão como papa Paulo V, Borghese decidiu humilhar Veneza, como seu predecessor, por tentar preservar sua independência do papado na administração de seu governo.

### Teologia
Paulo se encontrou com Galileu Galilei em 1616, depois que o cardeal Roberto Belarmino havia, por ordem dele, avisado Galileu para não manter ou defender as idéias heliocêntricas de Copérnico. Se houve também uma ordem para não ensinar essas idéias de forma alguma tem sido motivo de controvérsia. Uma carta de Belarmino a Galileo declara apenas a liminar de que as idéias heliocêntricas não poderiam ser defendidas ou mantidas; esta carta foi escrita expressamente para permitir que Galileu se defendesse dos rumores sobre o que havia acontecido na reunião com Belarmino.[carece de fontes?]

### Canonizações e beatificações
Paulo V canonizou Carlos Borromeu em 1 de novembro de 1610 e Francisca Romana em 29 de maio de 1608. Ele também canonizou Pompejano em 1615 e o cardeal Albert de Louvain em 9 de agosto de 1621.
Também beatificou um número de indivíduos que incluíam Inácio de Loyola (27 de julho de 1609), Filipe Néri (11 de maio de 1615), Teresa de Ávila (24 de abril de 1614), Luís de Gonzaga (10 de outubro de 1605) e Francisco Xavier (25 de outubro de 1619).

### Consistórios
O papa criou 60 cardeais em dez consistórios durante seu pontificado. Nomeou seu sobrinho Scipione Caffarelli-Borghesecomo cardeal (continuando a tendência do nepotismo) e também nomeou 2 futuros sucessores, Alessandro Ludovisi, que se tornaria seu sucessor imediato, o Papa Gregório XV, e Maffeo Barberini, que se tornaria Papa Urbano VIII como cardeais.

### Relações exteriores

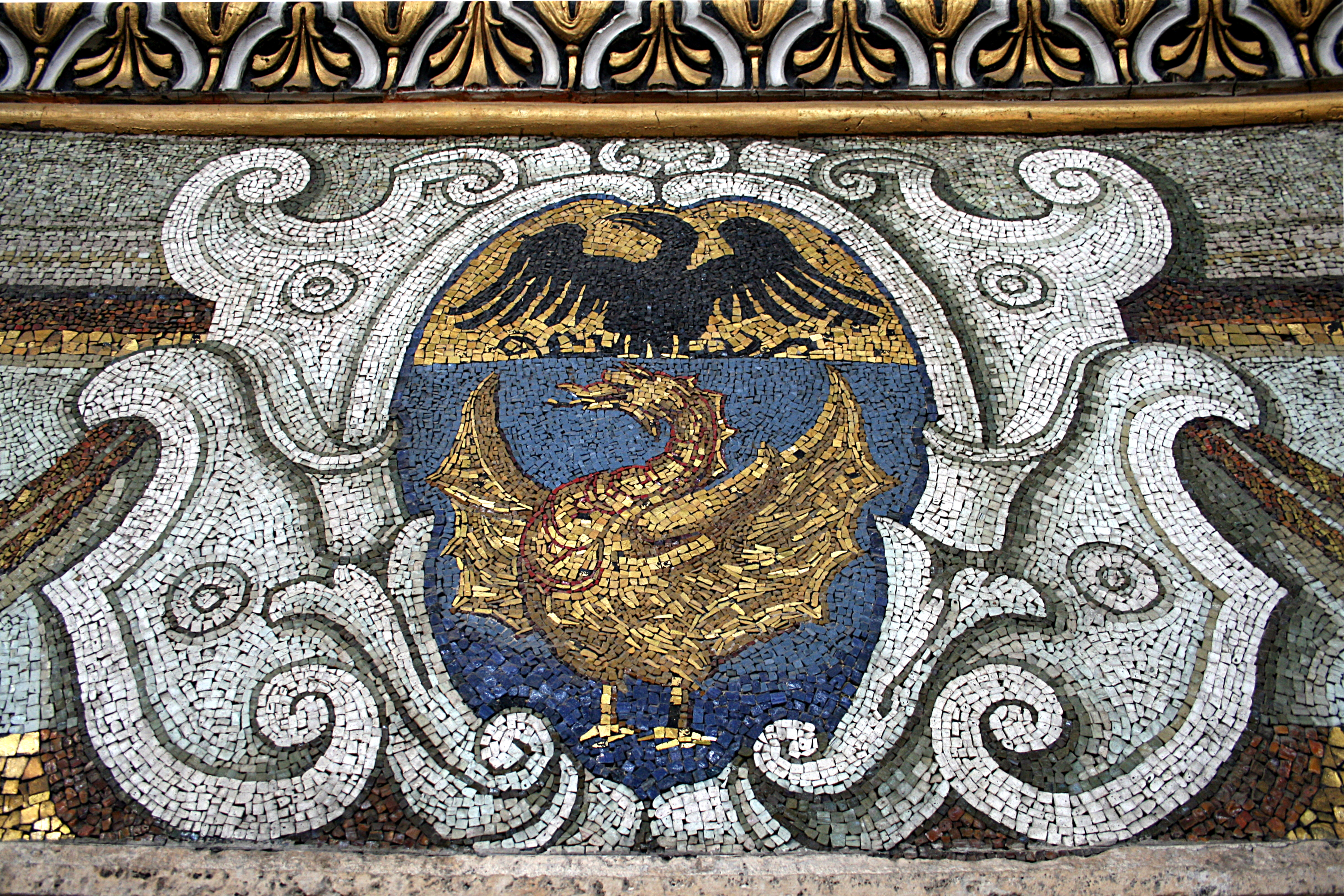
Mosaico representando os braços do Papa Paulo V

#### Jurisdição eclesiástica
A insistência de Paulo na jurisdição eclesiástica levou a várias brigas entre a Igreja e os governos seculares de vários estados, notadamente Veneza, onde patrícios, como Ermolao Barbaro (1548-1622) da nobre família Barbaro, argumentou a favor da isenção do clero da jurisdição dos tribunais civis. Veneza aprovou duas leis desagradáveis para Paulo, uma proibindo a alienação de bens imóveis em favor do clero, a segunda exigindo aprovação do poder civil para a construção de novas igrejas (em essência, uma postura veneziana de que os poderes da igreja devem permanecer separados dos do estado). Dois padres acusados pelo Estado de Veneza de crueldade, envenenamento por atacado, assassinato e licenciosidade foram presos pelo Senado e colocados em masmorras para julgamento. Tendo sido considerados culpados, eles foram presos.
Paulo V exigiu que eles fossem liberados para a Igreja, por não ser favorável à lei secular. Quando isso foi recusado, o papa ameaçou um interdito por causa das leis de propriedade e da prisão de eclesiásticos, ameaça que foi apresentada ao Senado no Natal de 1605. A posição veneziana foi habilmente defendida por um advogado canônico, Paolo Sarpi, que estendeu a importância dos princípios gerais que definem esferas seculares e eclesiásticas separadas. Em abril de 1606, o papa excomungou todo o governo de Veneza e interditou a cidade; o Sarpi aconselhou fortemente o governo veneziano a se recusar a receber a interdição do papa e a argumentar com ele enquanto se opunha à força pela força. O Senado veneziano aceitou de bom grado esse conselho e Fra Paolo apresentou o caso a Paulo V, insistindo na história de que a reivindicação do papa de se intrometer em questões civis era uma usurpação; e que nesses assuntos a República de Veneza não reconhecia outra autoridade senão a de Deus. O resto do clero católico ficou do lado da cidade, com exceção dos jesuítas, dos theatinos e dos capuchinhos. O clero dissidente foi imediatamente expulso dos territórios venezianos. As missas continuaram sendo ditas em Veneza e a festa de Corpus Christi foi comemorado com exibições de pompa pública e "magnificência", em desafio ao papa. Dentro de um ano (março de 1607), o desacordo foi mediado pela França e pela Espanha. A República recusou-se a retirar as leis, mas afirmou que Veneza se comportaria "com sua piedade acostumada". Os jesuítas, que Veneza considerava agentes papais subversivos, continuaram proibidos. Não se poderia esperar mais. Paulo retirou sua censura.
A República de Veneza recompensou Fra Paulo Sarpi, seu bem sucedido advogado canônico, com a distinção de conselheiro estadual em jurisprudência e a liberdade de acesso aos arquivos do estado, o que enfureceu o papa. Em setembro de 1607, depois de tentar, sem sucesso, atrair o padre Sarpi a Roma, o papa respondeu colocando um contrato em sua vida. O padre Sarpi foi alvo de pelo menos dois planos de assassinato em setembro e outubro. Esfaqueado quinze vezes com um estilete, Fra Sarpi conseguiu recuperar-se de alguma forma, enquanto os assassinos encontraram refúgio nos territórios papais.

### Relações com a Inglaterra
Diplomacia católica de arestas duras de Paulo V corta o chão sob moderados católicos na Inglaterra. Sua carta de 9 de julho de 1606 para felicitar James I por sua ascensão ao trono estava atrasada três anos e parecia aos olhos ingleses apenas um preâmbulo ao que se seguiu, e sua referência à trama da pólvora, feita contra a vida do monarca e de membros do Parlamento em novembro anterior, foi infeliz pela causa papal, pois agentes ingleses foram considerados pelos ingleses envolvidos (a efígie do Papa Paulo V ainda é queimada todos os anos durante as celebrações de Lewes). No entanto, o papa nessa carta pediu a James que não fizesse os católicos inocentes sofrerem pelo crime de poucos, e Paulo V também prometeu exortar todos os católicos do reino a serem submissos e leais ao seu soberano - em todas as coisas que não opusessem à honra de Deus. O juramento de lealdade que James exigia de seus súditos, no entanto, continha cláusulas às quais nenhum católico do século XVII podia se conscientizar: o juramento de lealdade foi solenemente condenado em um breve artigo publicado semanas depois (22 de setembro de 1606, prorrogado em 23 de agosto de 1607). Essa condenação serviu apenas para dividir os católicos ingleses. A outra irritação (para o papado) nas relações inglesas foi a carta do cardeal Belarmino ao arqui-sacerdote inglês George Blackwell, censurando-o por ter feito o juramento de lealdade em aparente desrespeito ao seu dever para com o Papa. A carta recebeu circulação suficiente para ser mencionada em um dos ensaios teológicos de James (1608), e Belarmino logo estava em uma troca de panfletos com o rei da Inglaterra.

Fachada da Basílica de São Pedro

#### Relações com o Japão

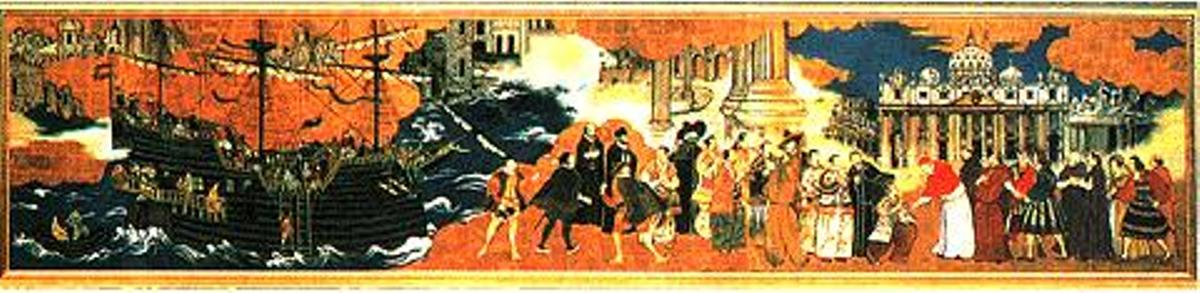
Papa Paulo V dando as boas-vindas à embaixada do samurai japonês Hasekura Tsunenaga em Roma em 1615. Pintura japonesa, século XVII

Em novembro de 1615, Paulo V recebeu a embaixada do samurai japonês Hasekura Tsunenaga em Roma.
Hasekura entregou ao papa uma carta (de Date Masamune) que solicitava um tratado comercial entre o Japão e a Nova Espanha. A carta também pedia que missionários cristãos fossem enviados ao Japão. O papa concordou com o envio de missionários, mas deixou a decisão do comércio para o rei da Espanha.

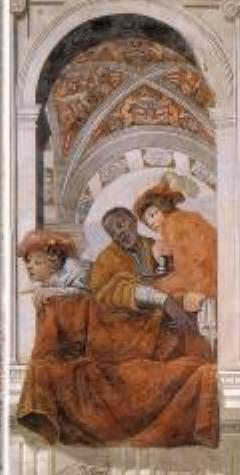
Pintura de Emanuele Ne Vunda, embaixador de Álvaro II no Papa Paulo V em 1604–1608, Sala dei Corazzieri, Palácio do Quirinale, Roma, 1615–1616

### Construções
Em Roma, o papa financiou a conclusão da Basílica de São Pedro e melhorou a Biblioteca do Vaticano. Ele restaurou o Aqua Traiana, um antigo aqueduto romano (em homenagem a ele Acqua Paola), levando água para os rioni localizados na margem direita do Tibre (Trastevere e Borgo) usando materiais de sua demolição do Fórum de Nerva. Ele sempre incentivou Guido Reni. Como muitos papas da época, ele também era acusado de nepotismo e seu sobrinho Scipione Borghese exercia um poder enorme em seu nome, consolidando a ascensão da família Borghese.
Paulo V também estabeleceu o Banco do Espírito Santo em 1605.

## Morte
Paulo V morreu em 28 de janeiro de 1621 de um derrame no Palácio Quirinal. O papa esteve doente por mais de três meses após uma série de derrames e morreu seis horas após o último derrame na manhã de sua morte.
Foi enterrado na capela Borghese, na Basílica de Santa Maria Maior.